# 送子娘娘
送子娘娘，指汉文化民间信仰中主管怀孕与生育的女神。
在不同地区，人们对送子娘娘有不同的称呼，或将保佑生育的职能赋予不同的女神身上。如：
- 送子观音，观世音菩萨化身之一。
- 妈祖。天津天后宫的妈祖女神即以婚育保护为主要功能。
- 碧霞元君，流行于中国北方。
- 女娲。河南东部流行。
- 注生娘娘，流行于闽南、台湾和潮汕。
- 临水夫人，流行于闽江流域、闽南和台湾。
- 金花夫人，流行于广东、广西、甘肅、湖北和浙江。
- 鬼子母。
- 三霄娘娘，又称“三奶奶”，流行于淮河流域。